# Osvaldo Andrade
Pour les articles homonymes, voir Andrade.
Osvaldo Andrade (né le 2 juin 1953  à Santiago) est un avocat et homme politique chilien. Ministre du Travail du 11 mars 2006 au 10 décembre 2008.